# Metrogaleruca obscura
Metrogaleruca obscura is een keversoort uit de familie bladkevers (Chrysomelidae). De wetenschappelijke naam van de soort werd in 1775 gepubliceerd door De Geer.